# Марија Антонија (Порторико)
Марија Антонија (шп. María Antonia) град је у америчкој острвској територији Порторико, острвској држави Кариба.

## Демографија
По попису из 2010. године број становника је 1.285, што је 194 (-13,1%) становника мање него 2000. године.
| Група             | 2000.         | 2010.         |
| Белци             | 12 (0,8%)     | 8 (0,6%)      |
| Афроамериканци    | 91 (6,2%)     | 97 (7,5%)     |
| Азијати           | 3 (0,2%)      | 0 (0,0%)      |
| Хиспаноамериканци | 1.466 (99,1%) | 1.275 (99,2%) |
| Укупно            | 1.479         | 1.285         |